# Лугуев, Сергей Абдулхаликович
Сергей (Абуталиб) Абдулхаликович Лугуев (28 января 1940, Ахтырка, Сумская область, Украинская ССР, СССР — 7 ноября 2012) — советский и российский историк, этнограф, специалист в области изучения истории и этнографии малочисленных народов Республики Дагестан; педагог. Доктор исторических наук (2002), профессор. Член-корреспондент Российской Академии Естествознания (секция исторических наук). Заслуженный деятель наук Республики Дагестан.

## Биография
Сергей Лугуев родился 28 января 1940 года в городе Ахтырка, Сумской области в семье лакского отходника-эмигранта. Отец Абдулхалик — искусный медник, лудильщик, оружейник, мать Ажа — домохозяйка, воспитала четверых детей. В детском возрасте родители поменяли мальчику имя Абуталиб на русское Сергей, в честь лучшего друга отца. В четыре года Сергей остался без отца. В 1950-е семья Лугуевых вернулась в родные места, поселилась в городе Буйнакске.
В 1959 году окончил Дагестанское педагогическое училище. был призван в армию, служил в десантных войсках, затем был переведён в войска связи. В 1963 году поступил и успешно окончил в 1967 году исторический факультет Дагестанского государственного университета.
В 1982 году защитил в Ленинградском отделении института этнографии АН СССР диссертацию на соискание учёной степени кандидата исторических наук на тему «Общественный быт лакцев во второй половине XIX-нач. XX в.»
В 2002 году в институте истории, археологии и этнографии ДНЦ РАН защитил диссертацию на соискание учёной степени доктора исторических наук на тему «Традиционные нормы культуры поведения и этикет народов Дагестана в XIX-нач. XX в.»
С 1971 года работает в институте истории, археологии и этнографии ДНЦ РАН — младший научный сотрудник, научный сотрудник, старший научный сотрудник, ведущий научный сотрудник отдела этнографии. Совмещал работу с преподавательской деятельностью профессора кафедры этнологии и археологии Дагестанского государственного университета. В 2006 году был избран заведующим отделом этнографии института истории, археологии и этнографии ДНЦ РАН. К сфере его научных интересов относятся общественный быт, духовная культура народов Дагестана, Кавказа, историко-этнографическое изучение малочисленных народов республики.
Четыре аспиранта под его научным руководством защитили кандидатские диссертации. У двух соискателей был консультантом по защите докторских диссертаций.
Опубликовал более 200 научных статей и 11 монографий. Участник многих научных сессий, конференций, конгрессов — ведомственных, республиканских, региональных, всесоюзных, федеральных, зарубежных. В 1985 году выступал с докладом в Оксфорде на тему: «Этнографические проблемы питания», в 1987 году выступил с докладом в Лондоне на международной конференции этнологов и антропологов. на тему: «Система питания: традиция и современность».
Его авторские работы, статьи о малых по численности народах Дагестана опубликованы в энциклопедических изданиях: «Народы России», М., 1994 г.; «Народы и религии мира», М., 1998 г.; в томе «Народы Дагестана» серии «Народы и культуры», М., 2002 г.; в «Энциклопедии культур народов Юга России», Ростов-на-Дону, 2005 г. Т. 1. — по 6-8 статей в каждом из этих изданий. Несколько статей Лугуева можно обнаружить в «Большой российской энциклопедии».
Любил и увлекался классической музыки, знаток русской и украинской классической литературы.
После продолжительной болезни умер 7 ноября 2012 году.

## Семья
Воспитал трёх сыновей.
- Абумуслим — историк, кандидат исторических наук;
- Марат — журналист, в прошлом собственный корреспондент НТВ.

Ныне SMM-специалист. Считается отцом дагестанского SMM в области продвижения публикаций в социальной сети Instagram. Автор курса «Легко писать», основным направлением которого является обучение искусству правильного и изложения мысли в письме.
- Арсен — историк, ведущий, в прошлом участник команды КВН Сборная Дагестана.

### Монографии
- С. А. Лугуев, Д. М. Магомедов. Бежтинцы. — Махачкала, 1994. — 261 с.
- С. А. Лугуев. Дидойцы (цезы). — Махачкала, 2000. — 206 с.
- С. А. Лугуев, Б. М. Алимова. Годоберинцы. — Махачкала, 1997. — 173 с.
- С. А. Лугуев, Б. Б. Булатов. Духовная культура народов Дагестана. XVIII—XIX вв. — Махачкала, 2004. — 216 с.
- С. А. Лугуев. Традиционные нормы культуры поведения и этикет народов Дагестана (XIX — начало XX в.). — Махачкала, 2001. — 106 с.
- С. А. Лугуев. Культура поведения и этикет дагестанцев. XIX — начало XX века. — Махачкала, 2006. — 304 с.